# Discurs de la servitud voluntària
Discurs de la servitud voluntària és un breu requisitori en honor de la llibertat i contra l'absolutisme escrit el 1549 per Étienne de La Boétie, quan tenia menys de divuit anys, i que es va publicar per primera vegada el 1574. Aquest text qüestiona la legitimitat de qualsevol tipus d'autoritat sobre una població i intenta analitzar les raons per la qual s'hi sotmet. Fa referència a l'època en què està redactat, en un context de govern monàrquic que està augmentant el seu poder, tot i que per a evitar la censura els exemples que dona són de l'antiguitat.
Planteja la mateixa qüestió que Maquiavel a El príncep, de quina manera una sola persona pot tiranitzar una multitud, però no des del punt de vista del príncep sinó del poble. El tirà no tindria res a fer si el poble no tingués la voluntat de ser esclau. L'obra de La Boétie suggereix un idealisme jurídic i el sentiment de dret natural dels pobles que l'oposen a Maquiavel.
L'originalitat de La Boétie va ser relacionar els conceptes "servitud" i "voluntària", descrivint un model de servitud i les causes de la seva aparició i manteniment. Encara que sigui anacrònic qualificar-la de text anarquista, avui ressona a la reflexió llibertària contra el principi d'autoritat. Juntament amb La desobediència civil de Henry David Thoreau, el Discurs de la servitud voluntària és una obra fundadora del concepte de la desobediència civil.